# 塔菲石
塔菲石（英語：Taaffeite）又称铍镁晶石，是一种氧化物矿物，其化学式为Mg3BeAl8O16。
塔菲石以其发现者理查德·塔菲的姓氏命名。1945年10月，塔菲于爱尔兰都柏林的一家珠寶店购得一些刻面宝石，这是塔菲石的第一件样本。由此，塔菲石成为唯一一种从刻面宝石中鉴定出来的新品类宝石。塔菲石被发现之前，多数塔菲石被误认成尖晶石；塔菲石被发现后的数年内，人们也只能通过极少数的样本来研究它。直至今日，塔菲石仍旧是世界上最为稀有的宝石矿物之一。
2002年后，经国际矿物学协会批准，"镁塔菲石-2N'2S"（英語：Magnesiotaaffeite-2N'2S）成为了塔菲石的正式名称。

## 历史
1945年10月，理查德·塔菲从都柏林的珠宝商罗伯特·多比那边购得一批刻面宝石。经过一番检查，塔菲发现：有一颗来自斯里兰卡的紫色“尖晶石”具有尖晶石不具备的双折射现象。塔菲无法解释这一现象，于是他在1945年11月1日，将“尖晶石”样本送往伦敦商会的宝石检测实验室鉴定。1945年11月5日，实验室的负责人B·W·安德森回复塔菲，称实验室无法确定“尖晶石”样本是否为新品类宝石。1949年，伦敦商会的宝石检测实验室又获得了一颗“尖晶石”样本。直至1951年，B·W·安德森等人才确认：“尖晶石”样本属于一个全新的品类，并以发现者塔菲的姓氏命名这一矿物为“塔菲石”。
1962年，中国晶体学家彭志忠等人率先完成了塔菲石的晶体结构分析，并获得国际晶体学权威尼古拉·别洛夫的赞许。

## 属性

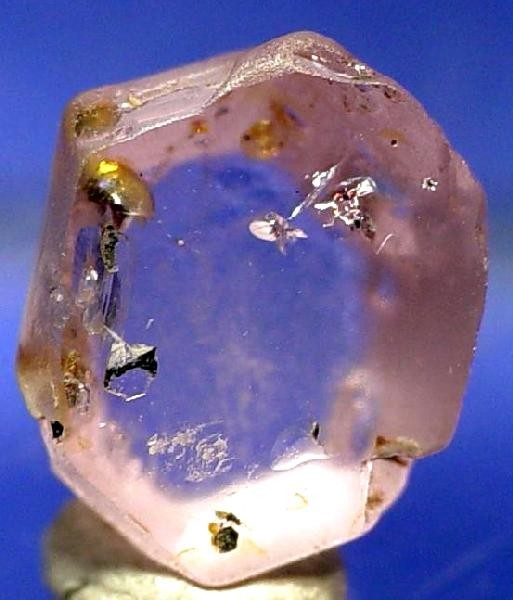
斯里兰卡拉特纳普勒的塔菲石标本

1951年，经化学分析和x射线分析确认，塔菲石的主要化学成分为铍、镁、铝。 这使得塔菲石成为第一个被发现的，以铍和镁为主要成分的矿物。
塔菲石和尖晶石很容易被混淆，二者的结构特征十分相像。不过塔菲石拥有双折射现象，而尖晶石仅拥有单折射现象。安德森等人认为 ，塔菲石属尖晶石与金绿宝石的中间矿物。

## 用途

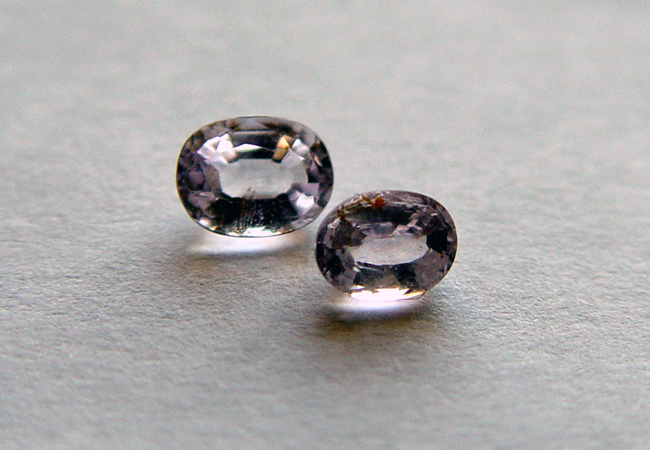
经切割、抛光的坦桑尼亚塔菲石

高品位的塔菲石可作为宝石使用。

## 产出与分布
塔菲石产于碳酸盐岩，同萤石、雲母石、尖晶石、电气石等矿物共生。这种稀有的矿物于斯里兰卡岛和坦桑尼亚南部 的沖積層中越来越多地被发现。此外，在中国湖南省的石灰岩沉積物中，亦有发现低品位的塔菲石。